# Epicauta mandibularis
Epicauta mandibularis là một loài bọ cánh cứng trong họ Meloidae. Loài này được Anand miêu tả khoa học năm 1977.